# ژرژ پرک
ژرژ پرک (به فرانسوی: Georges Perec) (زادهٔ ۷ مارس ۱۹۳۶ در پاریس – درگذشتهٔ ۳ مارس ۱۹۸۲ در ایوری سور سن) رمان‌نویس و فیلمساز معاصر فرانسوی بود. پرک عضو انجمن ادبی اولیپو بود.

## زندگی
پرک در خانواده یهودی لهستانی‌تبار در حومهٔ کارگرنشین پاریس به دنیا آمد. او تنها پسر «ایسِک ژودکو» و «سیرلا (شولیویکز) پِرِتز» بود که در دههٔ ۱۹۲۰ به فرانسه مهاجرت کرده بودند. او خویشاوندی دوری با نویسندهٔ ییدیش‌زبان ایساک لایب پرتز دارد.
پدر پرک که در دوران جنگ جهانی دوم داوطلبانه به خدمت در ارتش فرانسه رفته بود در سال ۱۹۴۰ در اثر جراحات وارده از گلوله یا ترکش کشته شد. در سال ۱۹۴۱ مادرش از ترس افتادنش به دست نازی‌ها وی را به دهکدهٔ کوهستانی ویلار-د-لن در منطقهٔ منطقه آزاد فرانسه فرستاد، در آن‌جا او را غسل تعمید داده و نام خانوادگی‌اش را از پرز به شکل فرانسوی پرک تغییر دادند. وی تا پایان دوران جنگ در همان منطقه با تعدادی از اقوامش زندگی کرد. مادر وی نیز در واقعهٔ هولوکاست (احتمالاً در آشویتز) جان سپرد. در سال ۱۹۴۲ پرک تحت حضانت عمه و شوهرعمه‌اش قرار گرفت که در سال ۱۹۴۵ رسمی شد. در همین سال به پاریس بازگشت.
هنگامی که در دانشگاه سوربن تاریخ و جامعه‌شناسی می‌خواند، شروع به نوشتن مقاله و مرور برای نشریات معتبر ادبی کرد . طی سال‌های ۱۹۵۸–۵۹ در ارتش خدمت می‌کرد و پس از مرخصی با پولت پترا ازدواج کرد. آن‌ها یک سال (۱۹۶۰–۶۱) را در صفاقس تونس گذراندند، جایی که پولت به عنوان معلم کار می‌کرد.
در سال ۱۹۶۱ به عنوان کارمند بایگانی در آزمایشگاه تحقیقات فیزیولوژیکی عصبی دانشگاه پیر و ماری کوری مشغول کار شد. شغل وی شغلی با درآمد پایین بود که وی این شغل را تا سال ۱۹۷۸ ادامه داد. بعضی از مفسرین آثار وی خاطر نشان می‌کنند که سروکار داشتن مداوم و روزانه با داده‌ها و اسناد احتمالاً بر روی سبک ادبی وی تأثیر گذاشته‌است. از دیگر عوامل تأثیرگذار در سبک پرک می‌توان به پیوستنش به اولیپو اشاره کرد. وی در سال ۱۹۶۷ همراه با ریمون کنو و دیگران به این محفل ادبی پیوست. پرک شاهکار خود زندگی: یک دستورالعمل را به ریمون کنو که قبل از انتشار این کتاب درگذشته بود تقدیم کرده‌است.
در دههٔ شصت، پرک همراه با مترجمش اوژن هلمل و فیلیپ دروگوز آهنگساز بر روی مجموعه‌ای از نمایش‌های رادیویی شروع به کار کرد؛ و کمتر از یک دهه بعد فیلم می‌ساخت. اولین اثر وی بر اساس رمانی از خودش به نام مردی که خواب است بود که همراه با برنار کوئه‌سان آن را کارگردانی کرد. این اثر در سال ۱۹۷۴ برندهٔ جایزه ژان ویگو شد. پرک از سال ۱۹۷۶ به بعد به تهیه جدول کلمات متقاطع برای هفته‌نامۀ لو پوان نیز می‌پرداخت. این شغل باعث شد دامنه کلمات وی بسیار وسیع شود.
نوشتن زندگی: یک دستورالعمل (۱۹۷۸) برای وی موفقیت مالی و نقدهای خوبی به ارمغان آورد. این کتاب برندهٔ جایزه مدیسی نیز شد. این عوامل باعث شد تا وی به‌صورت تمام‌وقت به نویسندگی روی بیاورد. در سال ۱۹۸۱ او به عنوان نویسنده مقیم دانشگاه کوئینزلند بود در این دوره او روی رمان ناتمام ۵۳ روز کار می‌کرد. مدت کوتاهی پس از بازگشت وی از استرالیا حال وی وخیم شد. به خاطر سیگار زیاد دچار سرطان ریه شده بود. وی در همان سال درگذشت وقتی که تنها ۴۵ سال سن داشت. خاکستر وی در گورستان پر لاشز نگهداری می‌شود.

## آثار

### آثار داستانی
- چیزها: داستانی از سال‌های ۱۹۶۰ (۱۹۶۵)
- کدام موتورگازی با فرمان کروم‌پلیتی در انتهای حیاط؟ (۱۹۶۶)
- مردی که خواب است (۱۹۶۷)
- یک ناپدیدشدگی (۱۹۶۹)
- ماشین (۱۹۷۲)
- فروشگاه گمنام: ۱۲۴ رؤیا (۱۹۷۳)
- انواع فضاها (۱۹۷۴)
- دبلیو، یا خاطرات کودکی (۱۹۷۵)
- یک تلاش به منظور خستگی یک مکان در پاریس (۱۹۷۵)
- خاطرات (۱۹۷۸)
- زندگی: یک دستورالعمل (۱۹۷۸)
- جدول کلمات متقاطع (۱۹۷۹)
- یک گالری نابلد (۱۹۷۹)
- آلفرد و ماری (فیلمنامه) (۱۹۷۹)
- پایان و اشعار دیگر (۱۹۸۰)
- داستان جزیره اِلیس: داستان سرگردان و امید (۱۹۸۰)
- تفکر طبقه‌بندی (۱۹۸۵)
- ۵۳ روز (رمان ناتمام) (۱۹۸۹)

#### آثار به زبان فارسی
- چیزها: داستانی از سال‌های ۱۹۶۰، احمد سمیعی گیلانی، تهران: شرکت سهامی کتاب‌های جیبی/انتشارات فرانکلین، ۱۳۴۸ (ناشر، یا: سروش، تهران: ۱۳۷۶)[۱]
- دو نمایشنامه از ژرژ پرک، ترجمه زهره ناصحی، نشر قطره، ۱۳۹۴.
- انواع فضا، ترجمه پیمان عشقی، نشر فکرنو، ۱۴۰۰.
- مردی که خواب است، ترجمه ناصر نبوی، نشر نو، 1402.
- دبلیو یا خاطره کودکی، ترجمه سپهر یحیوی، نشر رایبد، 1403.

### فیلم‌ها
- مردی که خواب است، ۱۹۷۴
- اماکن یک فوگ، ۱۹۷۵
- جزیرهٔ اِلیس (فیلم تلویزیونی)

## پی‌نوشت
1. ↑  صفحهٔ اطلاعات کتاب در کتابخانهٔ ملی[پیوند مرده]